# IoT Valley
En Francia, IoT Valley es una comunidad empresarial creada en 2011 y ubicada en Labège, al sureste de Toulouse. Este ecosistema se especializa en Internet of Things (IoT). Nombrado TIC Valley en su infancia, la comunidad adopta su nombre actual en mayo de 2015. El mismo año, la asociación lanza su aceleradora de startups llamado Connected Camp. En 2018, la asociación lanza Genesis, una plataforma de e-learning dedicada a las innovaciones y el internet of things.

## Connected Camp
Connected Camp ayuda a las startups a pasar de un prototipo a una versión industrial de su producto. También les ayuda a firmar contratos B a B con sus muchos socios. Su programa de apoyo es gratuito y sin apreciación del capital.
Connected Camp lleva a cabo un seguimiento semanal durante nueve meses. Cada compañía que ingresa al programa tiene acceso a aproximadamente sesenta mentores, miembros de la red. Los nuevos empresarios pueden beneficiarse del asesoramiento empresarial o técnico de grandes grupos como Intel o SNCF.
Para ayudar con la creación de prototipos, Connected Camp tiene un mini laboratorio, accesible para todos los miembros, equipado con un osciloscopio, un generador de señal, una soldadora, un analizador de espectro, un taladro, una horno de componentes e incluso una impresora 3D.

## E-learning con Genesis
Durante sus actividades centradas en el desarrollo de proyectos en el campo del internet of things, la asociación IoT Valley se dio cuenta de que los profesionales se preguntaban sobre la aceleración de los avances tecnológicos y su impacto en el mundo del trabajo. Lanzado en 2018, Genesis es una plataforma d'e-learning centrada en las innovaciones y el internet of things. El objetivo de esta plataforma es permitir que los usuarios aprendan de casos concretos y se resuelvan mediante innovaciones innovadoras. Genesis fomenta la interacción entre expertos, directores ejecutivos y directores de tecnología experimentados.
Este servicio de educación en línea ofrece una serie de conferencias entregadas y filmadas dentro de IoT Valley. La capacitación consiste en una serie de 9 módulos, compuestos por videos cortos de 10 a 45 minutos de duración, salpicados de resúmenes, diapositivas y un foro animado por empresarios y miembros de la asociación. Se ofrecen cuatro niveles: principiante, intermedio, avanzado y experto. "Hacia IoT y datos" es la primera ruta accesible en la plataforma. Aborda el enfoque IoT en el sentido general, con un zum más específico sobre el uso de data.

## Start-ups representados

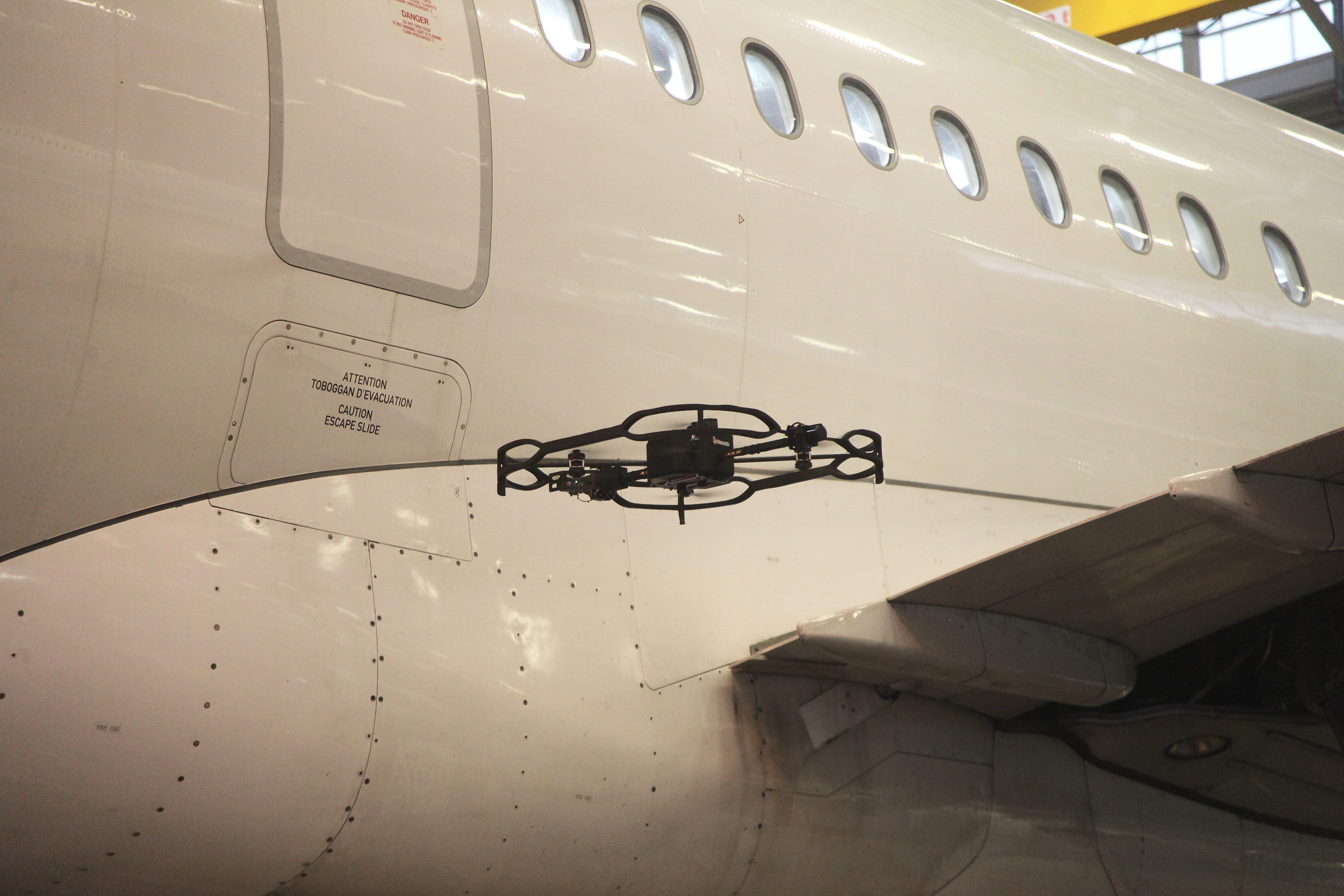
La empresa Donecle, membrio del IoT Valley, fabrica aviones no tripulados de inspección de aeronaves.

- Connit, contadores conectados para controlar el consumo de agua o electricidad.[1]
- Donecle, aviones no tripulados automatizados para la inspección de aeronaves en la fase de mantenimiento.[9]
- Drust, caso conectado al automóvil para observar el modo de conducción.[10]
- Eyelights, GPS e información de la carretera proyectada en el casco de un motociclista.[9]
- Flipr, sensor que monitorea la calidad del agua de la piscina conectada a un teléfono inteligente.[9]
- Lowie, un paquete de cigarrillos que ayuda a los fumadores a controlar y reducir su uso.[9]
- Mobirider, soluciones conectadas dedicadas a la digitalización de puntos de venta.[1]
- Nanolike, nanosensores para industriales en el sector aeroespacial.[10]
- Pack Editions, relación con los clientes gracias a la tecnología Beacon de ubicación interior.[9]
- Parkisseo, solución automática de asistencia de estacionamiento para aparcamientos exteriores.[9]
- Sales Tide, herramienta de previsión y gestión de ventas comerciales basada en big data.[10]
- Skylights, vidrios inmersivos para ofrecer videos a los pasajeros a bordo de los aviones.[9]
- Ubeeko, plataforma de análisis de flujo de eventos en tiempo real basada en big data.[9]
- Ubigreen, sistema en tiempo real para monitorear el rendimiento energético en edificios.[1]
- Unooc, portal de salud electrónica que enumera y compara las ofertas de las farmacias francesas.[1]

## Crecimiento de locales
El aumento en el número de nuevas empresas y socios en los últimos años se acompaña de un aumento en la necesidad de espacio. Los del IoT Valley se encuentran en Labège, aglomeración común de Toulouse. Los primeros miembros se mudan al edificio E-volution, un antiguo edificio de investigación farmacéutica. Cuando 5,000 metros cuadrados de espacio ya no son suficientes para los 300 empleados del sitio, el presidente de la comunidad, Ludovic Le Moan, toma la decisión de invertir en un nuevo edificio. En abril de 2006, el segundo edificio, antigua sede del editor Berger-Levraut, está abierto y tiene una superficie de 3,000 m2.
Un tercer edificio se abre en julio de 2017. Se planea un campus de diez hectáreas para 2019 cerca de las primeras instalaciones y aún en el Sicoval. El campus es un gran proyecto ya que el objetivo es tener el sitio más grande del mundo dedicado al Internet de las cosas. Con el mandato de la Prefectura y la región de Occitania, Ludovic Le Moan está a cargo de garantizar la correcta implementación de los planes. Está previsto construir locales para startups, oficinas de investigación y desarrollo de grandes grupos, un laboratorio, un showroom, una escuela especializada, áreas de relajación y sitios potencialmente experimentales para que las startups puedan probar su prototipo.